# Herb gminy Czerniewice
Herb gminy Czerniewice – jeden z symboli gminy Czerniewice, ustanowiony 17 czerwca 1996.

## Wygląd i symbolika
Herb przedstawia na tarczy  w polu czerwonym podkowę srebrną; nad nią krzyż kawalerski złoty, z prawej strzała srebrna, z lewej takaż strzała bez opierzenia z rozszczepionym końcem. Herb ten nawiązuje do herbu szlacheckiego Łada, należący do Aleksandra Feliksa Lipskiego, będącego właścicielem Czerniewic w poł. XVII wieku.